# Stadion Miejski w Zdzieszowicach
Stadion Miejski – wielofunkcyjny stadion w Zdzieszowicach, w Polsce. Obiekt może pomieścić 3000 widzów. Swoje spotkania rozgrywają na nim piłkarze klubu Ruch Zdzieszowice.